# Канадская пенсионная программа
Кана́дская пенсио́нная програ́мма (англ. Canada Pension Plan, CPP) — программа социального страхования, предусматривающая взносы в специальный фонд и выплаты из него, зависящие от доходов получателя. Является одной из двух важнейших составляющих государственной системы пенсионных выплат наряду с Социальным обеспечением по старости (СОС). Другими компонентами пенсионной системы Канады являются частные пенсии либо за счёт работодателя, либо с использованием индивидуальных сбережений с отложенной уплатой налогов (известные в Канаде как зарегистрированный пенсионный сберегательный план).
По этой программе все имеющие работу канадцы в возрасте от 18 лет должны внести установленную часть своего заработанного дохода в государственную систему пенсионного обеспечения. Системой управляет Министерство трудовых ресурсов и социального развития Канады от лица работающих по найму во всех провинциях и территориях, за исключением Квебека, где создана аналогичная система Квебекская пенсионная программа. Изменения в КПП должны быть одобрены не менее чем 2/3 канадских провинций, представляющими не менее 2/3 населения страны. К тому же, согласно параграфу 94A канадской Конституции, пенсии относятся к сфере провинциальных полномочий, поэтому любая провинция всегда может создать свою программу.
КПП финансируется на «стабильной» основе, когда текущий размер взноса устанавливается таким образом, что программа остаётся устойчивой на протяжении следующих 75 лет, для чего накапливается резервный фонд, достаточный для стабилизации со временем соотношения активов и расходов и коэффициента финансирования. Такая система совмещает в себе черты программ полностью профинансированной (выплачиваемой из накопленных средств самих получателей) и непрофинансированной пенсии (выплачиваемой из средств работающего населения). То есть средств фонда КПП самих по себе недостаточно для совершения всех будущих начисленных выплат, но достаточно для предохранения размера взносов от дальнейшего роста. Эта программа пока стабильно функционирует при условии неопределённого срока у власти текущего правительства и сильно выделяется на фоне других государственных или частных пенсионных программ. Исследование, опубликованное в апреле 2007 главным актуарием КПП, показало, что этот метод финансирования «надёжен и адекватен» при условии обоснованных предположений об условиях в будущем. Главный актуарий каждые три года предоставляет Парламенту отчёт о финансовом положении программы.

## История
Первоначально Канадская пенсионная программа начала внедряться в 1966 либеральным правительством Лестера Б. Пирсона. Вначале определённый КПП размер взноса составлял 1,8 % годового валового дохода наёмных работников. Со временем размер взноса постепенно увеличивался. Однако в 1990-х стало ясно, что система непрофинансированной пенсии лет через 20 приведёт к чрезмерно высокому размеру взноса из-за меняющихся демографических показателей Канады, увеличения ожидаемой продолжительности жизни канадцев, изменений в экономике, повышения пособий по нетрудоспособности и увеличения числа их получателей (всё это отмечено в вышеупомянутом исследовании главного актуария от апреля 2007). В исследовании также сообщается, что к 2015 году резервный фонд будет истрачен. Неизбежность пенсионного кризиса заставила федеральное и провинциальные правительства в 1996 году кардинально пересмотреть механизм программы. В рамках этого масштабного пересмотра федеральное правительство активно проводило консультации с канадской общественностью, чтобы получить предложения и рекомендации по реструктуризации КПП для придания ей устойчивости. В результате этих общественных консультаций и внутренних проверок КПП были предложены следующие ключевые изменения, которые были одобрены федеральным и провинциальными правительствами в 1997 году:
- Ежегодное увеличение совокупного размера взноса (работодателя и работника) с 6 % доходов с правом на пенсию в 1997 году до 9,9 % в 2003 году.
- Постоянный поиск путей сокращения административных и текущих расходов КПП.
- Переход к гибридной структуре для получения инвестиционного дохода от накопленных активов. К 2014 КПП должна быть профинансирована на 20 %, а к 2075 этот коэффициент финансирования должен увеличиться до 30 % (т. е. Резервный фонд КПП будет равен 30 % начисленных пенсионных обязательств).
- Создание Совета по сбережениям КПП (ССКПП).
- Проверка КПП и ССКПП каждые 3 года.

## Взносы и пособия
В 2011 установленный размер взноса составляет 4,98 % от валового дохода штатного наёмного работника в интервале 3500—48 300 $, но не должен превышать максимума в 2217,6 $. Работодатель уплачивает взнос, равный взносу работника. Если лицо является самозанятым, оно должно уплачивать обе части взноса.
История размера и суммы взносов представляется в специальном отчёте.
Когда лицо, делающее долевой взнос, достигает стандартного пенсионного возраста в 65 лет (с 60 лет можно получать уменьшенную пенсию), КПП предоставляет ему регулярные пенсионные выплаты в размере 25 % среднего максимального взноса за период всего его трудового стажа. Существуют положения, которые позволяют исключить из периода взносов годы с самыми низкими доходами, вызванными нетрудоспособностью, уходом за ребёнком или другими причинами. Пособия КПП облагаются налогом, как и обычный доход. КПП также предоставляет пенсии по нетрудоспособности не достигшим пенсионного возраста работникам, которые надолго потеряли трудоспособность, и пособия наследникам работников, умерших до выхода на пенсию по старости. Если заявление на пенсию по нетрудоспособности отклоняется, для пересмотра дела может быть подана апелляция в Орган проверки Канадской пенсионной программы и Социального обеспечения по старости или в Апелляционный совет по пенсиям (АСП).

## Совет по сбережениям КПП
Совет по сбережениям КПП (ССКПП) был создан при министре финансов Алексе Груме в 1997 как независимый от правительства орган для контроля за средствами КПП и их инвестирования. Совет по сбережениям КПП, в свою очередь, создал Резервный фонд КПП. Совет по сбережениям КПП — это государственная корпорация, созданная согласно парламентскому закону. Он ежеквартально отчитывается о своей деятельности. Профессиональный руководящий состав следит за использованием резервного фонда КПП и планирует изменения в управлении, а совет директоров подотчётен федеральному правительству, но не зависит от него.

### Социально ответственное инвестирование
Проблема социально ответственного инвестирования ССКПП была акцентирована такими гражданскими общественными организациями, как «МЫ представляем Землю» и «InterPares», которых беспокоила инвестиционная политика Совета по сбережениям КПП из-за возможности злоупотреблений служебным положением. Эти организации критиковали инвестирование средств КПП в оружейные, табачные, горные, крупные нефтяные компании и фирмы, занимающиеся преступной деятельностью. Впоследствии ССКПП представил свою политику ответственного инвестирования. «МЫ представляем Землю» составила собственный отчёт, в котором утверждала, что ССКПП использует свои голосующие акции самых различных компаний «для принятия на собраниях акционеров решений, направленных против мира, экологии и прав человека», что напрямую противоречит его политике ответственного инвестирования.

### Будущее и философия инвестирования
Действующим исполнительным директором ССКПП является Саманта Клейдон. В Глоб энд мейл от 18 мая 2006 сообщалось, что ССКПП планирует увеличить зарубежные капиталовложения фонда. Согласно годовому отчёту 2007, в ценные бумаги компаний, зарегистрированных за пределами Канады (в основном в США и Западной Европе), инвестировалось около 45 % активов фонда. Кроме того, объектами инвестиций ССКПП стали и развивающиеся рынки. «Канадский рынок в одиночку не сможет обеспечить будущий рост нашей организации»,— говорится в отчёте.
За последние годы ССКПП сменил и направление своей философии инвестирования. От инвестирования исключительно в нерыночные государственные облигации он перешёл к пассивным стратегиям индексных фондов и даже активным стратегиям.

### Рост и стратегия
Резервный фонд КПП получает денежные средства от КПП и распоряжается ими, как и любой крупный инвестиционный управляющий. Резервный фонд КПП старается получить определённую доходность (без влияния инфляции), необходимую для функционирования КПП: согласно отчёту актуария КПП, её ставка будет постепенно снижаться с 5 % в 2005 году до 4,1 % в 2020 году. Ключевые финансовые показатели за финансовый год, закончившийся 31 марта 2007, свидетельствуют о том, что резервный фонд КПП имел примерно 13,6 % доходности за предшествующие 4 года, что значительно превышает темпы канадской инфляции.
Намеченные темпы роста активов резервного фонда КПП:
- 147 миллиардов $ к 2010
- 200 миллиардов $ к 2015
- 592 миллиарда $ к 2030
- 1,55 триллиона $ к 2050

Стратегии, разработанные председателем Совета по сбережениям Шарлоттой Хармен, которые должны привести к достижению этих целей, перечислены на веб-сайте ССКПП:
1. Диверсификация. В 1997 100 % фонда КПП было инвестировано в федеральные государственные облигации, но с тех пор объектами вложений стали не только другие виды активов, но и ценные бумаги других стран мира.
2. Применение базовых теорий размещения активов. В целях диверсификации инвестиций текущая структура активов выглядит таким образом[11]:
  - Государственные ценные бумаги => 51,8 %
  - Постоянный доход => 25,6 %
  - Частные ценные бумаги => 10,9 %
  - Активы, подверженные инфляции => 11,7 %
3. Использование инвестиционных компаний для достижения целей по каждому классу активов. Резервный фонд КПП распределяет определённые суммы средств по различным предварительно оцениваемым инвестиционным компаниям для достижения намеченных темпов роста. Например, для содействия в размещении капитала в частных компаниях Совет по сбережениям привлекает инвестиционные компании, в государственных облигациях — инвестиционных управляющих, в частных облигациях (канадских и иностранных) — управляющих облигациями и так далее.

### Эффективность
Совокупный рост резервного фонда КПП складывается из взносов в КПП работающих канадцев и рентабельности инвестирования этих взносов. Влияние вкладов в КПП на рост резервного фонда ежегодно меняется, но за последние 3 года оно немного снизилось. В таблице приведена динамика темпов роста и эффективности инвестиций:
| Дата          | Стоимость чистых активов (CAD) | Доходность (годовая) |
| 2003          | 55,6 миллиарда                 | −1,1 %               |
| 2004          | 70,5 миллиарда                 | +10,3 %              |
| 2005          | 81,3 миллиарда                 | +8,5 %               |
| 2006          | 98,0 миллиарда                 | +15,5 %              |
| 2007          | 116,6 миллиарда                | +12,9 %              |
| 2008          | 122,7 миллиарда                | −0,29 %              |
| 2009          | 105,5 миллиарда                | −18,6 %              |
| 2010          | 127,6 миллиарда                | +20,9 %              |
| 2011 (оценка) | 140,1 миллиарда                | +9,8 %               |

## Квебекская пенсионная программа
Квебек — единственная провинция Канады, отказавшаяся участвовать в КПП. Квебекская пенсионная программа — собственный квебекский аналог Канадской пенсионной программы. КвПП практически копирует КПП, так как также является пенсионной программой, предусматривающей выплаты, зависящие от доходов получателя, в случае его нетрудоспособности, выхода на пенсию или смерти.